# Solato
Solato is een plaats (frazione) in de Italiaanse gemeente Pian Camuno.